# الانتخابات العامة الفلسطينية 1996
جرت انتخابات رئاسة السلطة الوطنية الفلسطينية في 20 يناير 1996 في الضفة الغربية وقطاع غزة بين ياسر عرفات من حركة فتح والمستقلة سميحة خليل والتي أسفرت عن انتخاب عرفات فيها وهو المنصب الذي شغله حتى وفاته عام 2004 وذلك بحصوله على 87.1٪ مقابل 12.9٪ للمرشحة المستقلة وقد جرت الانتخابات بناء على اتفاقية أوسلو حيث تشير المادة الثالثة منه إلى ضرورة إجراء انتخابات عامة حرة ومباشرة، لاختيار أعضاء المجلس التشريعي الفلسطيني ، وفي سبتمبر 1994 تم الاتفاق بين الطرفين على البدء بالمباحثات الخاصة بإجراء الانتخابات في القاهرة بتاريخ 3 أكتوبر 1994.

## سجل الناخبين

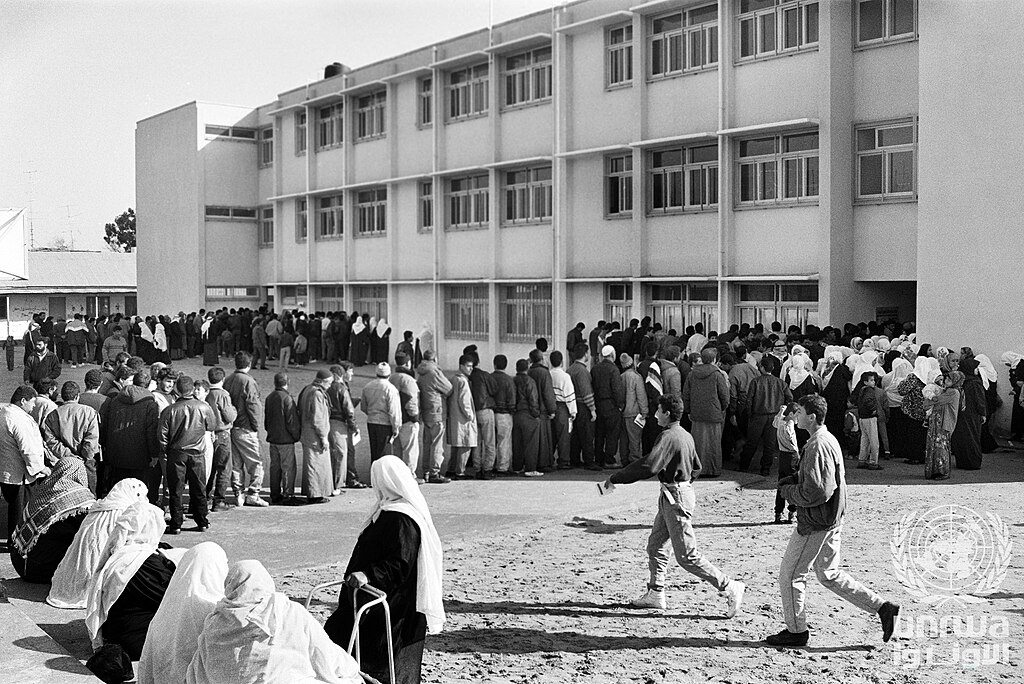
ينتظر الفلسطينيون في طوابير للإدلاء بأصواتهم في أول انتخابات عامة فلسطينية في غزة في يناير/كانون الثاني 1996. وقد أجريت الانتخابات تحت إشراف دولي في يناير/كانون الثاني.

قام سبعة آلاف مدرس بالانتقال من منزل إلى آخر لتسجيل كافة المواطنين الذين تزيد أعمارهم عن سبعة عشر عاماً، وذلك في الفترة الممتدة من 12 نوفمبر 1995 وحتى 2 ديسمبر 1995. وبتاريخ 3 ديسمبر 1995 تم الانتهاء من حوسبة السجل في دائرة الإحصاء المركزية الفلسطينية، وأعلن عن جداول الناخبين بتاريخ 10 ديسمبر 1995، وتم فتح باب الاعتراض عليه من 10 إلى 14 ديسمبر 1995. وبتاريخ 29 ديسمبر 1995 نشر السجل النهائي للناخبين. وفي 14 يناير 1996 أُعيد فتح باب التسجيل للناخبين المعتقلين في السجون الإسرائيلية، الذين تم الإفراج عنهم آنذاك. كما قامت لجنة الانتخابات المركزية بإجراء بعض التعديلات على سجل الناخبين العام في الفترة الممتدة من 5 يناير 1996 وحتى 16 يناير 1996، وذلك نتيجة التغييرات السياسية التي جرت في تلك الفترة، وكان من ضمن هذه التغييرات نقل بعض مراكز الاقتراع من دائرة إلى أخرى، أو القيام بإضافة بعض أسماء المقترعين إلى القوائم.

## الرقابة على الانتخابات
خضعت انتخابات يناير 1996 بجميع مراحلها للرقابة المحلية والدولية. فبموجب المادة (103) من قانون الانتخابات، تجري جميع العمليات الانتخابية بصورة علنية ومكشوفة «لتمكين المراقبين الدوليين والمحليين من مراقبة هذه العمليات في جميع مراحلها، ولتمكين رجال الصحافة والإعلام الدوليين والمحليين من تغطية هذه الانتخابات.» وتم اعتماد مئات المراقبين الدوليين والمحليين من قبل لجنة الانتخابات المركزية، التي اعتمدت المراقبين في قطاع غزة والضفة الغربية، بما فيها القدس.